# Anstalten Haparanda

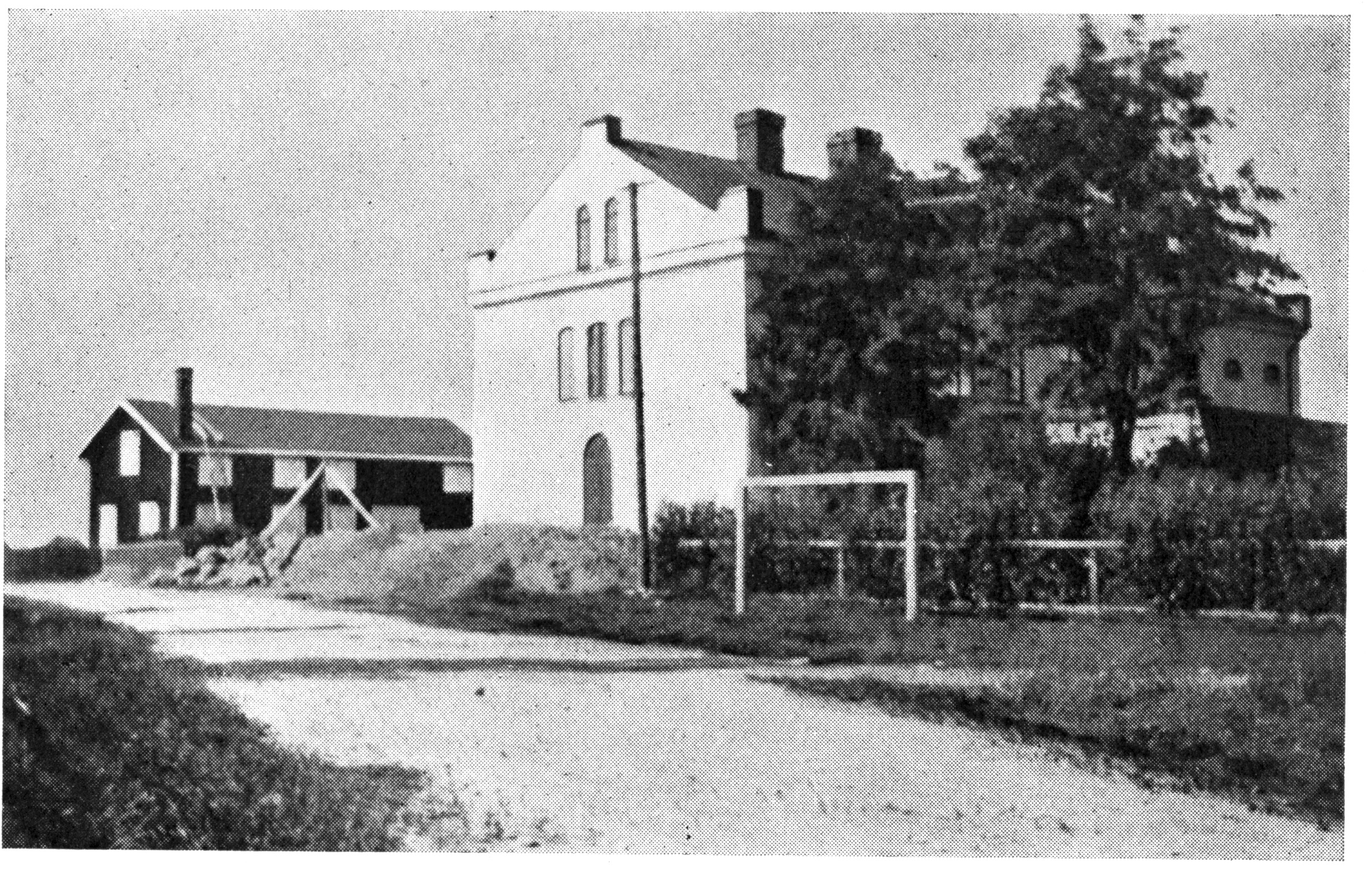
Fängelset på 1930-talet

Anstalten Haparanda är ett fängelse som ligger i Haparanda centrum, nära kyrkan. Det är en sluten anstalt med en avdelning av säkerhetsklass 2. Anstalten var tidigare till för dömda ungdomar i åldern 18-24 år, men övergick 2022 till att bli en normalanstalt.

## Historia
Ett tidigare kronohäkte uppfört 1865 förstördes vid en brand 1887, som hade anlagts av en tidigare fånge. Det ersattes med en byggnad, som togs i bruk 1888 och senare omändrats till administrationsbyggnad. Två bostadsdelar byggdes 1973 och 1994.
Mellan september 2015 och oktober 2022 var Anstalten Haparanda en ungdomsanstalt, men efter det har anstalten varit en normalanstalt.